# Gustavia acuta
Gustavia acuta är en tvåhjärtbladig växtart som beskrevs av Scott A. Mori. Gustavia acuta ingår i släktet Gustavia och familjen Lecythidaceae.
Artens utbredningsområde är Venezuela. Inga underarter finns listade i Catalogue of Life.